# ماما خیل
ماما خیل (به انگلیسی: Mama Khel) یک شهرک در پاکستان است که در ناحیه لکی واقع شده‌است.